# Ilex falsani
Ilex falsani är en järneksväxtart som beskrevs av G. de Saporta och A.F. Marion. Ilex falsani ingår i släktet järnekar, och familjen järneksväxter. Inga underarter finns listade i Catalogue of Life.